# 前田八十五郎
前田 八十五郎（まえだ やそごろう、寛保元年6月20日（1741年8月1日） - 宝暦11年5月12日（1761年6月14日））は、加賀藩の第5代藩主前田吉徳の六男。母は側室の真如院。第6代から第10代の藩主5人の異母兄弟（宗辰、重煕、重靖の異母弟、重教、治脩の異母兄）に当たる。

## 生涯
寛保元年（1741年）、江戸にて誕生した。そのまま江戸藩邸で成長したが、寛延元年（1748年）5月21日に藩の重臣村井長堅の養嗣子となり、6月21日に母とともに江戸を出立し、11日に金沢に到着する。この間に加賀騒動が起こり、母真如院は主犯とされて禁錮され、翌年2月に縊死した。これにより、同年に八十五郎も村井家との養子縁組を解消され、金谷御殿に幽閉された。宝暦9年（1759年）4月、同母兄の利和の死後間もなく金沢に起こった大火により、金谷御殿から高畠木工定賢の宅に移される。幽閉は解かれないまま、宝暦11年（1761年）に同所にて没した。享年21。院号は華厳院。利和と同様、天徳院に葬られた。
同母兄の利和と同様に、長い間前田家の供養の列から除かれていたが、戦後に兄弟ともに吉徳の実子とされ復権し、野田山の前田家墓所に改葬された。